# 東京都立水元特別支援学校
東京都立水元特別支援学校（とうきょうとりつ みずもととくべつしえんがっこう）は、東京都葛飾区西水元に所在する特別支援学校。知的障害のある児童生徒を対象としており、小学部と中学部を設置している。

## 児童・生徒数
令和7年度（2025年度）
- 小学部：277名
- 中学部：101名
- 計：378名

## 通学区域
- 葛飾区全域[2]
- 足立区
  - 神明、六木、佐野、辰沼、神明南、北加平町、大谷田、谷中、加平、綾瀬、東綾瀬、東和、中川

## 主な進学先
- 東京都立葛飾特別支援学校

## 交流活動
葛飾区立幸田小学校や葛飾区立葛美中学校と学校間交流を実施している。

## 所在地
〒125-0031 東京都葛飾区西水元5丁目2−1

## アクセス
- 金町駅北口より京成バス「西水元三丁目」「大場川水門」行きで「都営住宅前」または「水元二丁目」下車3分
- 亀有駅北口より東武バス「葛飾車庫」「三郷中央駅」行き、または「西水元循環線」で「水元特別支援学校前」下車3分